# Bauszar
Bauszar (arab. ‏بوشر‎) – miasto w północnym Omanie (muhafazat Maskat). Według spisu ludności w 2020 roku liczyło ponad 362,5 tys. mieszkańców i było wówczas drugim pod względem liczby ludności miastem w kraju. Jest siedzibą administracyjną wilajetu Bauszar, który liczy 382,2 tys. mieszkańców.